# Трёхкратный метод
Трёхточечный метод или взвешенная трёхточечная оценка или PERT-оценка — метод оценки времени и усилий в управлении проектами. Он расширяет двукратный метод, состоящий только из наилучшего и наихудшего сценариев времени дополнительным параметром «наиболее вероятное время исполнения».

## Взвешенная трёхточечная оценка
Применение взвешенной трёхточечной оценки очень полезно, если предположить, что реальное время ближе к минимальной или максимальной оценке.
Причиной этого могут быть, например:
- Проект является очень рискованным, поэтому появление наилучшего сценария очень маловероятно
- Человек, который работает над проектом, высказывает либо очень оптимистические, либо, наоборот, очень пессимистические прогнозы

В этих случаях рекомендуется дополнительная оценка вероятного случая (Most Likely Case) в дополнение к минимальной (Best Case) и максимальной оценкам (Worst Case). Значение определяется выражением
{\displaystyle {\frac {BestCase+4*LikelyCase+WorstCase}{6}}}
Вероятный случай получает, таким образом, сильнее взвешенным. Для этого метода очень важно, чтобы проект оценки событий регулярно обновлялся, так как его неопределённость уменьшается по мере выполнения проекта.

### Критика
Взвешенная трёхточечная оценка действительна только для симметричной функции вероятности и не дает никакой информации об оценке ожидаемой абсолютной вероятности проявления события. Оба недостатка могут быть устранены путём использования явного трёхточечного метода оценки с абсолютной вероятностью.

## Явный трёхточечный метод оценки с абсолютной вероятностью
Том ДеМарко в своей книге Bärentango продемонстрировал, что оценки могут являться асимметричной функцией вероятности. То есть более вероятно, что пессимистические значения существенно более высоки, чем оптимистические. В то же время Том ДеМарко поднял идею, что абсолютная вероятность может быть вычислена путём интегрирования площади под кривой.
Для оценки или просто для расчета определенной вероятности можно воспользоваться подходящими макросом Excel на сайте .
Если несколько рабочих пакетов зависят друг от друга, в результате функция правдоподобия может быть рассчитана с использованием оператора свёртки. Соответствующие программы расчёта можно найти в Интернете.